# Velika nagrada Monaka 1937
Velika nagrada Monaka 1937 je bila tretja dirka evropskega avtomobilističnega prvenstva v sezoni 1937. Potekala je 8. avgusta 1937 na monaškem uličnem dirkališču Circuit de Monaco.

## Poročilo

### Pred dirko
Hermann Lang zaradi gripe in visoke vročine ni nastopal, tudi Richard Seaman še ni okreval po poškodbah, ki jih je utrpel v trčenju na dirki za Veliko nagrado Nemčije. Dirke se ni udeležil tudi prvi Ferrarijev dirkač Tazio Nuvolari, ki je na dirkališču Autodromo Nazionale Monza testiral nov dirkalnik Alfa Romeo 12C-37. Paul Pietsch je ponovno nastopal z dirkalnikom 6C-34, na katerem je puščalo olje, zato mu niso dovolili nastopa zadnji dan prostih treningov in na dirki, njegov najboljši čas je bil 2:01,2. Christian Kautz je raztreščil svoj dirkalnik na sobotnem prostem treningu v ovinku pri kazinoju.

### Dirka
Štart dirke je oznanil znameniti francoski motošportni novinar Charles Faroux s spuščanjem štartne zastavice. Povedel je Rudolf Caracciola, sledili so mu Manfred von Brauchitsch, Bernd Rosemeyer in Hans Stuck. Za njimi je bilo do naslednjega dirkača že večja razlika, ker je Rudolf Hasse v tunelu prvega kroga razreeščil svoj dirkalnik, dirkalnik je prišel iz tunela vzvratno pri skoraj polni hitrosti. Peti je bil Christian Kautz, za njim sta bila še Goffredo Zehender in Giuseppe Farina. Hasse je bil z rešilnim čolnom prepeljal v bolnišnico, vseeno pa se ni huje poškodoval. Po desetih krogih se je Kautz prebil na četrto msto, Carlo Pintacuda je bil v boksih zaradi težav z zavorami, Farina pa je uspel prehiteti Zehenderja. Po trinajstih krogih sta Pintacuda in László Hartmann zaostajala že za dva kroga, v ospredju pa sta Caracciola in von Brauchitsch naredila petnajstsekundno razliko do tretjega Rosemeyerja, ki pa je ponovno pospešil in do devetnajstega kroga že skoraj ujel von Brauchitscha, nato pa odstopil zaradi okvare krmilnega sistema. V ovinku Gasometre se je zaril v vreče s peskom in popolnoma uničil prednji del dirkalnika. S tem je tretje mesto prevzel Kautz z zaostankom minute za von Brauchitschem, ki je v želji po zmanjšanju razlike do Caracciole vozil zelo agresivno in je v enaindvajsetem krogu postavil nov rekord steze. 
V enaindvajsetem krogu je Antonio Brivio odstopil zaradi okvare hladilnika, petouvrščeni Stuck pa je bil v boksih, kjer so mu nastavljali zavorne sile, padel je na osmo mesto. Ko se je vrnil na stezo pa je ostal za Pintacudo, ki ga ni nikakor mogel prehiteti. V ospredju sta se za zmago še vedno borila Caracciola in von Brauchitsch, tretji je bil Zehender zaradi postanka Kautza v boksih za menjavo svečk v šestintridesetem krogu. Krog kasneje se je zaradi enake težave v boksih ustavil tudi Stuck, njegov dirkalnik je prevzel Rosemeyer, ki je kmalu prehitel Sommerja in začel loviti Kautza. Nekaj krogov pred polovico dirke je do tedaj vodilni Caracciola počasi zapeljal v bokse z očitno težavo z motorjem, ki je spuščal nenavadne zvoke. Po dobrih treh minutah je bil motor popravljen in Caracciola se je vrnil na stezo, toda izgubil je več kot krog proti von Brauchitschu. V enainpetdesetem krogu je Kautz prehitel Farino, ki se je s svojim dirkalnikom Alfa Romeo 12C-36 dobro kosal z nemškimi dirkalniki. S tem je imel Mercedes-Benz štirikratno vodstvo. Rosemeyer je ob postanku dirkalnik ponovno predal Stucku. V petinpetdesetem krogu je Caracciola s prehitevanjem von Brauchitscha prišel v isti krog z vodilnim moštvenim kolego. 
V oseminšestdesetem krogu je Stuckov dirkalnik ponovno prevzel Rosemeyer, krog kasneje je von Brauchitsch opravil postanek za dolivanje goriva in menjavo pnevmatik. Med postankov se je zataknila prednja zavora, zato je izgubil veliko časa, na stezo se je vrnil tik pred Caracciolo. S tem se je ponovno razvil dvoboj med moštvenima kolegoma in športni direktor moštva Alfred Neubauer je von Brauchitschu signaliziral naj spusti Caracciolo naprej, von Brauchitsch pa mu je odgovoril krog kasneje s kazanjem jezika. V osemdesetem krogu je von Brauchitsch le spustil Caracciolo mimo, ker je vedel, da mora opraviti še eno postanek v boksih za nove pnevmatike. Tako je von Brauchitsch krog kasneje ponovno prevzel vodstvo in ga zdržal do konca, Caracciola je osvojil drugo mesto, Kautz tretje, Rosemeyer, ki je v šestinosemdesetem krogu prehitel Farino in v šestindevetdesetem krogu še Zehenderja, pa je bil četrti. 

## Rezultati

### Štartna vrsta
| _______3_______ Rosemeyer Auto Union 1:49,0 |                                            | _______2_______ von Brauchitsch Mercedes-Benz 1:48,4 |                                             | _______1_______ Caracciola Mercedes-Benz 1:47,5 |
|                                             | _______5_______ Kautz Mercedes-Benz 1:49,7 |                                                      | _______4_______ Stuck Auto Union 1:49,2     |                                                 |
| _______8_______ Farina Alfa Romeo 1:53,4    |                                            | _______7_______ Zehender Mercedes-Benz 1:53,3        |                                             | _______6_______ Hasse Auto Union 1:51,6         |
|                                             | _______10______ Ruesch Alfa Romeo 1:55,8   |                                                      | _______9_______ Pintacuda Alfa Romeo 1:55,6 |                                                 |
| _______13______ Hartmann Maserati 2:03,2    |                                            | _______12______ Sommer Alfa Romeo 1:57,6             |                                             | _______11______ Brivio Alfa Romeo 1:56,7        |
|                                             | ______15_______ Biondetti Maserati 2:10,4  |                                                      | _______14______ Soffietti Maserati 2:04,9   |                                                 |

### Dirka
| Poz | Št | Dirkač                  | Moštvo             | Dirkalnik          | Krogi | Čas/Odstop    | Št. m. | Toč |
| --- | -- | ----------------------- | ------------------ | ------------------ | ----- | ------------- | ------ | --- |
| 1   | 10 | Manfred von Brauchitsch | Daimler-Benz AG    | Mercedes-Benz W125 | 100   | 3:07:23,9     | 2      | 1   |
| 2   | 8  | Rudolf Caracciola       | Daimler-Benz AG    | Mercedes-Benz W125 | 100   | + 1:24,3      | 1      | 2   |
| 3   | 12 | Christian Kautz         | Daimler-Benz AG    | Mercedes-Benz W125 | 98    | +2 kroga      | 5      | 3   |
| 4   | 4  | Hans Stuck              | Auto Union         | Auto Union C       | 97    | +3 krogi      | 4      | 4   |
| 4   | 4  | Bernd Rosemeyer         | Auto Union         | Auto Union C       | 97    | +3 krogi      | 4      |     |
| 5   | 14 | Goffredo Zehender       | Daimler-Benz AG    | Mercedes-Benz W125 | 97    | +3 krogi      | 7      | 4   |
| 6   | 24 | Giuseppe Farina         | Scuderia Ferrari   | Alfa Romeo 12C-36  | 97    | +3 krogi      | 8      | 4   |
| 7   | 18 | Raymond Sommer          | Privatnik          | Alfa Romeo 8C-35   | 95    | +5 krogov     | 12     | 4   |
| 8   | 32 | Hans Ruesch             | Privatnik          | Alfa Romeo 8C-35   | 92    | +8 krogov     | 10     | 4   |
| 9   | 24 | Carlo Pintacuda         | Scuderia Ferrari   | Alfa Romeo 8C-35   | 87    | +13 krogov    | 9      | 4   |
| Ods | 20 | László Hartmann         | Privatnik          | Maserati 8CM       | 69    | Motor         | 13     | 5   |
| Ods | 28 | Clemente Biondetti      | Scuderia Maremmana | Maserati 6C-34     | 27    | Motor         | 15     | 6   |
| Ods | 22 | Antonio Brivio          | Scuderia Ferrari   | Alfa Romeo 12C-36  | 21    | Hlad. sistem  | 11     | 7   |
| Ods | 2  | Bernd Rosemeyer         | Auto Union         | Auto Union C       | 19    | Krmil. sistem | 3      | 7   |
| Ods | 30 | Luigi Soffietti         | Privatnik          | Maserati 6C-34     | 3     | Dovod goriva  | 14     | 7   |
| Ods | 6  | Rudolf Hasse            | Auto Union         | Auto Union C       | 1     | Trčenje       | 6      | 7   |
| DNS | 16 | Paul Pietsch            | Privatnik          | Maserati 6C-34     |       |               |        | 8   |